# Zacuscă
La zacuscă, du russe закуска, est une préparation culinaire roumaine et moldave qui se présente sous la forme de légumes cuits, finement hachés à la main, généralement des aubergines, poivrons, oignons et éventuellement des champignons.
Des recettes similaires existent dans d'autres pays de la région balkanique comme en Bulgarie (kyopolou).

## Présentation
Les principaux ingrédients sont des aubergines grillées ou des  poivrons rouges grillés, appartenant à une espèce locale appelée gogoșari.
Traditionnellement, la zacuscă est préparée après les récoltes, en automne, dans le but de conserver des légumes dans des bocaux stérilisés et les consommer pendant l'hiver.
La zacuscă peut être consommée comme condiment ou confiture de légumes sur du pain.
Bien que traditionnellement préparée à la maison, la zacuscă est également disponible dans le commerce.

## Étymologie
Zacuscă est un mot d'origine russe (закуска), ce qui signifie simplement « amuse-gueule ». La racine du mot slave (кус) indique « savoureux » (kусно), « mordre » (кусать), ou « grignoter » (закусывать).